# 陈海健
 陈海健（1980年4月5日—），出生於中国珠海，是中国田径运动员，在中国田径锦标赛100米多次取得优异的成绩。1991年开始田径训练，1994年入选广东体育职业技术学院田径队，2002年入选中国国家田径队。

## 外部連結
- 陈海健在的頁面